# Murakami Kakuichi
Murakami Kakuichi est un nom japonais traditionnel ; le nom de famille (ou le nom d'école), Murakami, précède donc le prénom (ou le nom d'artiste).
Murakami Kakuichi (村上 格一, Murakami Kakuichi) (1er novembre 1862 - 15 novembre 1927) est un amiral de la marine impériale japonaise qui fut ministre de la Marine au début des années 1920.

## Biographie
Murakami est le fils aîné d'un samouraï du domaine de Saga. Il se rend dans la préfecture d'Ibaraki quand son père est nommé fonctionnaire du nouveau gouvernement de Meiji et commence des études de médecine. Il sort diplômé de la 11e promotion de l'académie navale impériale du Japon, étant classé 2e sur 26 cadets. Il sert sur de nombreux navires de la jeune marine impériale, comme sur les corvettes Tsukuba (en), Yamato (en), Jingei (en), Tenryū (en) et le croiseur Takachiho (en). Promu lieutenant en 1889, il est spécialisé en guerre de torpilles et est affecté comme artilleur en chef des torpilles sur le croiseur Yoshino en 1893 pendant un voyage d'un an jusqu'au Royaume-Uni.
Après la première guerre sino-japonaise, Murakami est attaché naval en France de juin 1897 à mai 1900. Durant cette période, il est promu lieutenant-commandant puis commandant. De retour au Japon, il sert à divers postes avant d'être nommé commandant en second du Chin'en (en) en 1902. En juillet 1903, il reçoit son premier commandement sur le croiseur Chiyoda. Il est promu capitaine la même année et sert comme capitaine du Chiyoda au début de la guerre russo-japonaise. Le 12 janvier 1905, il devient capitaine du croiseur Azuma.
Murakami est promu contre-amiral le 28 août 1908 et vice-amiral le 1er décembre 1912. Il est ensuite directeur de l'arsenal naval de Kure, puis des commandes navales. C'est sur son insistance que le nouveau croiseur de bataille Kongō est équipé de canons de 14 pouces au lieu de 12 pouces comme initialement prévu. Cependant, les plans de Murakami pour moderniser la marine japonaise et introduire de nouvelles technologies sont stoppés par le scandale Siemens.
Durant la Première Guerre mondiale, de décembre 1915 à avril 1917, Murakami est commandant-en-chef de la 3e flotte et joue un rôle actif au siège de Tsingtao et dans l'occupation des colonies allemandes du Pacifique. De 1917 à 1918, il est chargé du bureau d'entraînement naval et devient amiral le 2 juillet 1918. De décembre 1919 à juillet 1922, il est commandant-en-chef du district naval de Kure. Il sert ensuite au conseil suprême de guerre.
Du 7 janvier 1924 au 11 juin 1924, Murakami sert comme ministre de la Marine dans le gouvernement du Premier ministre Kiyoura Keigo.
Il entre dans la réserve en 1924 et meurt en 1927.